# リズム&ブルース (バディ・ガイのアルバム)
『リズム&ブルース』（Rhythm & Blues）は、アメリカ合衆国のブルース・ミュージシャン、バディ・ガイが2013年に発表したスタジオ・アルバム。2枚組CDとしてリリースされ、1枚目は「リズム」、2枚目は「ブルース」というタイトルが付いている。

## 背景
キッド・ロック、キース・アーバン、ベス・ハート、それにエアロスミスのメンバー3人を含むゲストを迎えて制作された。本作のレコーディングにおいて、ガイは主にフェンダー・ストラトキャスターを使用したが、「デヴィルズ・ドーター」、「ウイスキー・ゴースト」、「リズム・インナー・グルーヴ」、「ミート・ミー・イン・シカゴ」、「アイ・ケイム・アップ・ハード」ではギブソン335を弾いた。また、「マイ・ママ・ラヴド・ミー」のみギブソン・レスポールが使用されている。
「メッシン・ウィズ・ザ・キッド」は、ガイと親交の深かったジュニア・ウェルズの持ち歌として知られる曲で、ガイはウェルズとのコラボレーション・アルバム『プレイ・ザ・ブルース』（1972年）でも、この曲を演奏している。「ポイズン・アイビー」は1954年にウィリー・メイボンの歌唱によりヒットした曲のカヴァーで、ガイは1968年にもこの曲の録音を残している。
アメリカ盤の発売日は、ガイの77歳の誕生日に合わせて2013年7月30日となった。

## 反響・評価
アメリカでは総合アルバム・チャートのBillboard 200で27位を記録し、自身初の全米トップ40アルバムとなった。また、『ビルボード』のブルース・アルバム・チャートでは自身4度目の1位獲得を果たす。
スイスでは2013年8月11日付のアルバム・チャートで初登場12位となった。スウェーデンのアルバム・チャートでは最高46位を記録し、同国において自身20年ぶりのトップ50入りを果たした。
Stephen Thomas Erlewineはオールミュージックにおいて5点満点中3点を付け、トム・ハンブリッジのプロデュースに関して「時として少々流暢すぎるように聴こえる」「彼（ガイ）を箱から十分に解放させていない」とする一方、「バディ自身はなおも精力的で、彼の声はスティーヴン・タイラー以上に若々しく聴こえ、彼のギターも、周囲のあらゆる物を押し潰す肉体派のモンスターであり続けている」と評している。

## 収録曲
特記なき楽曲はトム・ハンブリッジとリチャード・フレミングの共作。

### ディスク1「リズム」
1. ベスト・イン・タウン - "Best in Town" (Buddy Guy, Tom Hambridge, Richard Fleming) - 4:55
2. ジャスティファイン - "Justifyin'" (B. Guy, T. Hambridge) - 3:23
3. アイ・ゴー・バイ・フィール - "I Go by Feel" (T. Hambridge, Gary Nicholson) - 4:15
4. メッシン・ウィズ・ザ・キッド - "Messin' with the Kid" (Mel London) - 2:33
  - フィーチャリング：キッド・ロック（ボーカル）
5. ホワッツ・アップ・ウィズ・ザット・ウーマン - "What's Up with That Woman" (T. Hambridge) - 4:02
6. ワン・デイ・アウェイ - "One Day Away" (T. Hambridge, R. Fleming, Scott Holt) - 3:44
  - フィーチャリング：キース・アーバン（ボーカル、ギター）
7. ウェル・アイ・ダン・ガット・オーヴァー・イット - "Well I Done Got Over It" (Eddie Jones) - 2:55
8. ホワット・ユー・ゴナ・ドゥ・アバウト・ミー - "What You Gonna Do About Me" (T. Hambridge, Lee Roy Parnell, G. Nicholson) - 4:39
  - フィーチャリング：ベス・ハート（ボーカル）
9. デヴィルズ・ドーター - "The Devil's Daughter" (B. Guy, T. Hambridge) - 5:15
10. ウイスキー・ゴースト - "Whiskey Ghost" (T. Hambridge, G. Nicholson) - 4:36
11. リズム・インナー・グルーヴ - "Rhythm Inner Groove" (B. Guy, T. Hambridge) - 0:34

### ディスク2「ブルース」
1. ミート・ミー・イン・シカゴ - "Meet Me in Chicago" (T. Hambridge, Robert Randolph) - 3:45
2. トゥー・ダム・バッド - "Too Damn Bad" - 3:06
3. イーヴィル・ツイン - "Evil Twin" - 5:23
  - フィーチャリング：スティーヴン・タイラー（ボーカル）、ジョー・ペリー（ギター）、ブラッド・ウィットフォード（ギター）
4. アイ・クッド・ダイ・ハッピー - "I Could Die Happy" - 4:13
5. ネヴァー・ゴナ・チェンジ - "Never Gonna Change" (T. Hambridge, David Gogo) - 3:20
6. オール・ザット・メイクス・ミー・ハッピー・イズ・ザ・ブルース - "All That Makes Me Happy Is the Blues" (T. Hambridge, G. Nicholson) - 4:36
7. マイ・ママ・ラヴド・ミー - "My Mama Loved Me" - 3:33
8. ブルース・ドント・ケア - "Blues Don't Care" - 3:27
  - フィーチャリング：ゲイリー・クラーク・ジュニア（ボーカル、ギター）
9. アイ・ケイム・アップ・ハード - "I Came Up Hard" (B. Guy, T. Hambridge, R. Fleming) - 5:28
10. ポイズン・アイビー - "Poison Ivy" (M. London) - 2:50

## 参加ミュージシャン
フィーチャリング・ゲストに関しては上記「収録曲」参照。
- バディ・ガイ - ボーカル、ギター
- トム・ハンブリッジ（英語版） - ドラムス、パーカッション、バックグラウンド・ボーカル
- デヴィッド・グリソム - ギター(Disc 1 - #1, #2, #3, #5, #8, #11 / Disc 2 - #1, #2, #3, #6, #7, #9)、アコースティック・ギター(Disc 2 - #4)
- ロブ・マクネリー - ギター(Disc 1 - #4, #6, #7, #9, #10 / Disc 2 - #8, #10)、スライドギター(Disc 2 - #5)
- リース・ワイナンス - ハモンドオルガン(Disc 1 - #1, #2, #3, #5, #8 / Disc 2 - #1, #3, #6, #7, #9)、エレクトリックピアノ(Disc 1 - #3, #8 / Disc 2 - #6)、ピアノ(Disc 2 - #2, #3, #4, #7)
- ケヴィン・マッケンドリー - ハモンドオルガン(Disc 1 - #4, #9, #10)、エレクトリックピアノ(Disc 1 - #6, #9)、ピアノ(Disc 1 - #7 / Disc 2 - #5, #8, #10)
- マイケル・ローズ - ベース(Disc 1 - #1, #2, #3, #5, #11 / Disc 2 - #1, #2, #3, #6, #7)
- トミー・マクドナルド - ベース(Disc 1 - #4, #6, #7, #8, #9, #10 / Disc 2 - #4, #5, #8, #9, #10)
- ザ・マッスル・ショールズ・ホーンズ - ホーン・セクション(Disc 1 - #1, #5, #8 / Disc 2 - #6)
- ジム・ホーク - ホーン・セクション(Disc 1 - #7)
- クリス・カーマイケル - ストリングス・アレンジ(Disc 1 - #3)
- ウェンディ・モートン - バックグラウンド・ボーカル(Disc 1 - #2, #10)
- レジーナ・マッカリー - バックグラウンド・ボーカル(Disc 1 - #3 / Disc 2 - #1)
- アン・マッカリー - バックグラウンド・ボーカル(Disc 1 - #3 / Disc 2 - #1)
- フリーダ・マッカリー - バックグラウンド・ボーカル(Disc 1 - #3 / Disc 2 - #1)
- ジェシカ・ワグナー＝コーワン - バックグラウンド・ボーカル(Disc 1 - #4)
- ハーシェル・ブーン - バックグラウンド・ボーカル(Disc 1 - #4)
- シャノン・カーフマン - バックグラウンド・ボーカル(Disc 1 - #4)